# Związek Spółdzielni Wiejskich Województwa Pomorskiego
Związek Spółdzielni Wiejskich Województwa Pomorskiego (niem. Verband ländlicher Genossenschaften der Wojewodschaft Pommerellen) – jeden z pięciu związków rewizyjnych spółdzielni, należących do mniejszości narodowej niemieckiej w okresie II Rzeczypospolitej.

## Historia
Związek utworzony został w 1895 roku w Tczewie, w okresie międzywojennym centralę przeniesiono do Grudziądza. Związek zrzeszał spółdzielnie niemieckie na Pomorzu. W 1933 roku należały do niego 43 banki ludowe i 20 kas Raiffeisena.